# Burjassot CF
Burjassot CF is een Spaanse voetbalclub uit Burjassot in de regio Valencia. De club werd in 1913 opgericht en speelt in de Tercera División (grupo 6). Thuiswedstrijden worden gespeeld in het Estadio Los Silos, dat een capaciteit van 4.000 plaatsen heeft.

## Bekende (ex-)spelers
- Miguel Alfonso Herrero